# Юг Обрі
Юг Обрі (фр. Hugues Obry, нар. 19 травня 1973, Анг'ян-ле-Бен, Франція) — французький фехтувальник на шпагах, олімпійський чемпіон (2004 рік), дворазовий срібний призер Олімпійських ігор (двічі 2000 рік), триразовий чемпіон світу та дворазовий чемпіон Європи.

## Виступи на Олімпіадах
| Олімпіада   | Дисципліна          | Місце |
| ----------- | ------------------- | ----- |
| Сідней 2000 | індивідуальна шпага | 2     |
| Сідней 2000 | командна шпага      | 2     |
| Афіни 2004  | індивідуальна шпага | 20    |
| Афіни 2004  | командна шпага      | 1     |